# Orden Ogan
Az Orden Ogan német metalegyüttes. Power metalt játszanak, progresszív és folk-metalos elemekkel. A név "a félelem rendjét" jelenti. 1996-ban alakultak meg Arnsbergben. Magyarországon eddig négyszer koncerteztek: először 2010-ben, a Dürer Kertben, a Tiamattal és a Stonemannel együtt. Másodszor 2015-ben, a Powerwolf, Civil War és Tales of Evening zenekarok társaságában léptek fel, harmadszor pedig 2016-ban jutottak el hozzánk: ekkor a Club 202-ben zenéltek. 2018-ban negyedszer is koncerteztek hazánkban, ez alkalommal a dunaújvárosi Rockmaratonon léptek fel, többek között olyan nevekkel, mint a Carpathian Forest vagy az Overkill. Az Orden Ogan lemezeit az AFM Records dobja piacra.

## Tagok

### Jelenlegi tagok
- Sebastian Levermann - elektromos/akusztikus gitár, billentyűk, ének (1996-)
- Tobi - gitár (2007-)
- Niels Löffler - basszusgitár (2011-)
- Dirk Meyer-Berhorn - dobok (2011-)

## Diszkográfia
- Easton Hope (2008)
- To the End (2012)
- Ravenhead (2015)
- The Book of Ogan (2016)
- Gunmen (2017)
- Final Days (2021)

## Egyéb kiadványok
- Into Oblivion (demó, 1998)
- Soli Deo Gloria (demó, 1999)
- Testimonium A.D. (demó, 2004)